# Amaryllis (yacht)
Pour les articles homonymes, voir Amaryllis (homonymie).
L’Amaryllis  est un yacht à moteur de luxe construit par les chantiers Abeking & Rasmussen (en) à Lemwerder, en Allemagne. Il a deux sister-ships, le Titan et l'Eminence (en).
Il fut la propriété de Richard DeVos (en), homme d’affaires américain ayant cofondé la société Amway et propriétaire de l'équipe de basket-ball Magic d'Orlando évoluant en NBA. Il appartient aujourd'hui au banquier russe Andreï Borodine (en).
L'architecture navale a été conçue par Abeking & Rasmussen, tandis que l'extérieur et l'intérieur du yacht a été conçu par Reymond Langton Design.
En 2013, l’Amaryllis détient le titre du soixante douzième plus grand yacht privé du monde, avec une longueur de 78,43 mètres (257,3 pieds).
Il est proposé à la location en Méditerranée pour 770 000 € par semaine.

## Caractéristiques
La coque de l’Amaryllis est en acier, tandis que sa superstructure est en aluminium, d'une longueur de 78,43 mètres (257,3 pieds) de long pour une largeur de 12,40 m, d'un tirant d'eau de 3,35 m, le tout pour une jauge brute de 2 050 tonneaux.
Motorisé par 2 moteurs diesel Caterpillar modèle 3516B, le yacht atteint une vitesse de croisière de 14 nœuds (25,9 km/h) avec une vitesse maximum de 16,5 nœuds (30,6 km/h) grâce à 2 hélices. Les 239 620 litres de son réservoir permet à l’Amaryllis de naviguer  sur 5 000 milles (9 300 km) à 14 nœuds, pour une consommation moyenne de 550 litres par heure.
L’Amaryllis dispose de 800 m2 d’espace habitable, avec 6 suites composées d'une cabine pour les propriétaires, 4 cabines doubles et 1 cabine avec lits jumeaux pour accueillir les 12 passagers, le tout servi par 23 membres d'équipage. Il bénéficie des aménagements de yachts de luxe, à savoir de stabilisateurs d'ancrage, de connexions Wi-Fi à bord et de réception par satellite, d'une piscine et jacuzzi sur le pont arrière, d'une salle de sport, de hammam et sauna, de 3 annexes à moteur de 6,6 à 9,9 m, de 3 motomarines dont 2 à selles.